# Нешънъл Джиографик Партнърс
Нешънъл Джиографик Партнърс (на английски: National Geographic Partners) е съвместно дружество между Уолт Дисни Къмпани, притежаваща 73% от акциите, и Национално географско дружество (НГД), научна организация с нестопанска цел, която притежава 27% от акциите. Компанията контролира всички търговски дейности, свързани с НГД, включително публикации в списания и телевизионни канали. Управителният съвет на компанията е разделен поравно между НГД и Дисни.
Нешънъл Джиографик Партнърс е създадено от Туенти фърст сенчъри Фокс и Националното географско дружество през 2015 г. След придобиването от страна на Дисни на Туенти фърст сенчъри Фокс на 20 март 2019 г., Дисни поема пакета от акции на Фокс.

## Предистория
Отношенията на Националното географско дружество с Туенти фърст сенчъри Фокс датират от 1997 г., когато Нюз Корпърейшън (на която Туенти фърст сенчъри Фокс е един от приемниците) стартира Нешънъл Джиографик Ченъл (сега просто брандиран като Нешънъл Джиографик) в Азия и Европа чрез партньорство с НГД. Оригиналната американска версия на канала стартира през 2001 г. Допълнителни канали на Нешънъл Джиографик в други части на света също са пуснати в рамките на първоначалното съвместно предприятие.

## История
На 9 септември 2015 г. Националното географско дружество обявява, че реорганизира своите медийни имоти и публикации в нова компания, известна като Нешънъл Джиографик Партнърс, която ще бъде 73% собственост на Туенти фърст сенчъри Фокс. Тази нова корпорация ще притежава Нешънъл Джиографик и други списания, както и свързаните с нея телевизионни мрежи – повечето от които вече са собственост в съвместни дружества с Фокс. По време на обявяването на сделката, Джеймс Мърдок, главен изпълнителен директор на Туенти фърст сенчъри Фокс, е цитиран, че пактът създава „разширено платно за марката Нешънъл Джиографик за растеж и достигане до нови клиенти“. На 2 ноември 2015 г., приблизително две седмици преди приключването на сделката за съвместно дружество, Нешънъл Джиографик и Туенти фърст сенчъри Фокс обявяват, че 9 процента от 2000 служители на Нешънъл Джиографик, приблизително 180 души, ще бъдат освободени, което представлява най-голямото намаляване на персонала в историята на НГД. През ноември 2015 г. главният изпълнителен директор на Нешънъл Джиографик Ченълс Интернешънъл Уорд Плат е повишен в Нешънъл Джиографик Партнърс, докато международният канал и САЩ са обединени от главния изпълнителен директор на Нешънъл Джиографик Ченълс в САЩ Кортни Монро като Нешънъл Джиографик Глобал Нетуъркс.
През май 2017 г. компанията придобива туроператора Глобал Адреналайн, основана през 2001 г. от главния изпълнителен директор Нанси Шумахер, сътрудник на Нешънъл Джиографик Експедишънс за някои нейни наземни маршрути.
В Ню Йорк през октомври 2017 г. атракцията Нешънъл Джиографик Енкаунтър: Оушън Одисей е открита по лиценз от Ес Пи И Партнърс. Оушън Одисей е 90-минутна атракция за разходка и търговски площи плюс частно пространство за събития, управлявано от Шубърт Организейшън.
Деклан Мур е наследен от Гари Е. Нел като главен изпълнителен директор на Нат Джио Партнърс през февруари 2018 г. През юли Мур реорганизира компанията, включително като премахва три висши ръководни позиции. Главният изпълнителен директор на глобалната мрежа ръководи компанията за комбиниране на дълги и кратки филми, произведени от Нешънъл Джиографик Студиос. Ен Джи Медия, като единен нюзрум за съдържание на всички платформи, е създадена и обединява дигитално съдържание, списания и друго кратко съдържание. Финансовият директор Марсела Мартин добава поста на главен административен директор, който ръководи новия Оперативен съвет, координиращ поддържащите функции.
Нешънъл Джиографик Кидс Букс създава своя импринт за художествена литература Ъндър дъ Старс през септември 2018 г. Партньорство с Ултимейт Експлорър, китайска компания, е направено за интерактивни развлекателни пространства, базирани на поредицата в Китай и САЩ. С публикуването на втората си серия през октомври 2019 г. отделът за детски книги стартира придружаващ подкаст.
Като част от придобиването на повечето активи на Туенти фърст сенчъри Фокс, Уолт Дисни Къмпани поема контролния дял на Фокс в съвместното дружество. След придобиването телевизионните канали на Нешънъл Джиографик Партнърс стават част от звеното Уолт Дисни Телевижън; като президентът на Нешънъл Джиографик Партнърс докладва директно на председателя на Уолт Дисни Телевижън. Дисни официално приключва сделката на 20 март 2019 г.

## Дейности

### Ен Джи Медия
Ен Джи Медия е издателски сегмент в рамките на Дисни Пъблишинг Уърлдуайд, управлявайки списанията на Нешънъл Джиографик, цифрови канали, канали в социалните мрежи и издаване на книги.
Нешънъл Джиографик Адвенчър стартира през март 1999 г. Националното географско дружество прекратява издаването на списанието през декември 2009 г., като се опитва да продължи марката в други медии – книги и онлайн съдържание.
Нешънъл Джиографик Кидс Букс започва своя импринт за художествена литература, Ъндър дъ Старс, през септември 2018 г. с публикуването на първата от седем книги Експлорър Академи.
Ен Джи Медия е създадена през февруари 2018 г. с реорганизация, обединена като единна редакция за съдържание на всички платформи.
Дисни прехвърля Ен Джи Медия в Дисни Пъблишинг Уърлдуайд през август 2019 г. Ен Джи Медия прекратява американското издание на списание Травелър.
Списания, издавани от Ен Джи Медия:
- Нешънъл Джиографик – водещото, месечно списание. Списанието съдържа статии за география, наука, световна история, култура, текущи събития и фотография на места и неща по целия свят и вселената. В момента списанието се публикува на 40 езика в много страни по света. Комбинираният тираж на английски и други езици е около 6,8 милиона месечно, с около 60 милиона читатели.
- Нешънъл Джиографик Експлорър – списание, предназначено за класната стая. Издаването му започва през 1919 г., като през 1975 г. е заменено от Нешънъл Джиографик Уърлд. През 2001 г. списанието е разделено на сегашните Нешънъл Джиографик Експлорър и Нешънъл Джиографик Кидс.
- Нешънъл Джиографик Хистори – стартира през пролетта на 2015 г.[20]
- Нешънъл Джиографик Кидс – версия на списание Нешънъл Джиографик, предназначено за деца. Към момента се публикува на 18 езика.
- Нешънъл Джиографик Литъл Кидс – списанието е предназначено за деца от 3 до 6-годишна възраст.
- Нешънъл Джиографик Травелър – издаването му започва през 1984 г. Издава се на 18 езика.
- Нешънъл Джиографик Адвенчър – издава се от 1998 до 2009 г.

Нешънъл Джиографик Букс, издател на нехудожествена литература, включващ:
- Отдел за детски книги на Нешънъл Джиографик
  - Импринт за литература в жанра на фантастиката Ъндър дъ Старс.[21]

### Телевизия
Телевизионните канали с марката Нешънъл Джиографик и телевизионната продуцентска компания се управляват от Нешънъл Джиографик Партнърс, но Уолт Дисни Телевижън, подразделение на Дисни, се занимава с разпространението и продажбите на реклами на каналите. В повечето случаи в международен план каналите Нешънъл Джиографик и Дисни се популяризират взаимно. В някои територии версиите на каналите на Нешънъл Джиографик се управляват директно от Дисни.
- Нешънъл Джиографик – водещият документален канал.
- Нешънъл Джиографик Студиос (известно преди като Нешънъл Джиографик Телевижън)
- Нат Джио Кидс – канал за деца.
- Нат Джио Мюзик – канал, фокусиран върху етническата музика.
- Нат Джио Пийпъл – канал, ориентиран към начина на живот.
- Нат Джио Уайлд – канал, посветен на дивата природа.
- Нат Джио Голд – канал с документална тематика. В момента се предлага в региона на Африка.

### Нешънъл Джиографик Травъл
Нешънъл Джиографик Травъл е подразделението за пътувания и обиколки на партньорите на Нешънъл Джиографик, предлагащо обиколки чрез различни трети страни и своя вътрешен туроператор.

### Нешънъл Джиографик Мапс
Нешънъл Джиографик Мапс е комерсиалното подразделение за публикуване на карти на Нешънъл Джиографик Партнърс в рамките на Дисни Пъблишинг Уърлдуайд.

## Награди
През 2019 г. документалният филм на Нешънъл Джиографик Сам на скалата печели наградата за най-добър документален филм на 91-те награди на Академията, а също и печели награда БАФТА за най-добър документален филм по време на 72-те награди на Британската академия. Филмът е вторият най-печеливш документален филм за 2018 г.